# Мікрощелепні
Мікрощеле́пні (Micrognathozoa) — тип двобічно-симетричних тварин схожих на червів. На сьогодні відомий єдиний вид — лімногнатія (Limnognathia maerski), знайдений на острові Диско в Ґренландії. Довжина дорослих особин мікрогнатій становить 105—152 мікрон, молодих — 85—107.

## Історія відкриття та споріднені групи
Limnognathia maerski була виявлена в прісному струмку на острові Диско на захід від Ґренландії. Описана та досліджена данськими дослідниками Райнхартом Мьоб'єргом Кристинсеном (дан. Reinhardt Møbjerg Kristensen), що попередньо відкрив типи лоріцифер та цикліофор, та Петером Функом (дан. Peter Funch). На основі схожості будови покровів та щелепного апарату дослідники запропонували розглядати цей вид в складі групи Gnathifera, куди також входять гнатостомуліди, коловертки та скребні.
Кладограма, що ілюструє еволюційні зв'язки Limnognathia maerski з іншими спорідненими групами:
|  | Micrognathozoa                                              |
|  |                                                             |
|  | \| \| Acanthocephala \| \| \| \| \| \| Rotifera \| \| \| \| |
|  |                                                             |
|  | Acanthocephala                                              |
|  |                                                             |
|  | Rotifera                                                    |
|  |                                                             |

|  | Acanthocephala |
|  |                |
|  | Rotifera       |
|  |                |

|  | Micrognathozoa                                              |
|  |                                                             |
|  | \| \| Acanthocephala \| \| \| \| \| \| Rotifera \| \| \| \| |
|  |                                                             |
|  | Acanthocephala                                              |
|  |                                                             |
|  | Rotifera                                                    |
|  |                                                             |

|  | Acanthocephala |
|  |                |
|  | Rotifera       |
|  |                |

## Зовнішні посилання
- Інформація щодо Limnognathia maerski на zmuc.dk

## Класифікація
- Тип Мікрощелепні (Micrognathozoa)
- Клас Лімногнати
- Ряд Лімногнати (Limnognathida)
- Родина Лімногнатові (Limnognathiidae)
- Рід Лімногнатія (Limnognathia)